# Filip Šebo
Filip Šebo (Bratislava, 25 febbraio 1984) è un ex calciatore slovacco, attaccante.

## Carriera

### Club
Nativo di Bratislava, Šebo giocò nelle giovanili dei tre maggiori club della capitale slovacca, in ordine cronologico l'Artmedia, lo Slovan e infine l'Inter Bratislava, ma il primo contratto da professionista lo firmò a 17 anni, nel 2001, con i tedeschi del Colonia, i quali tuttavia non lo impiegarono mai per la prima squadra, bensì per quella riserve, chiamata Colonia II. Durante il biennio nella città renana Šebo collezionò 50 presenze e 25 goal nel campionato riserve (17 nel primo anno e 8 nel secondo, con 25 presenze a stagione).
L'esperienza tedesca fu utile a fargli guadagnare nel 2003 un contratto in patria, e si trattò di un ritorno, in quanto la squadra che lo ingaggiò fu l'Inter, ma questa volta da professionista. L'anno successivo passò a una delle altre squadre che già l'aveva schierato da dilettante, l'Artmedia.
L'8 agosto 2004 sigla la sua prima rete nella Superliga contro lo Spartak Trnava (3-1). Il 17 aprile 2005 realizza una tripletta contro il Ružomberok (3-1) e dieci giorni dopo mette a segno due reti contro l'Inter Bratislava (3-1). Il 29 maggio marca una tripletta contro il Matador Púchov (6-1) e il 15 giugno realizza un poker all'AS Trenčín (6-1).
Nell'estate del 2005, con la palma di miglior marcatore della Corgoň Liga (il campionato slovacco), si trasferì oltre confine all'Austria Vienna, con la quale vinse nel 2006 il double Bundesliga / Coppa d’Austria, cui egli contribuì con 5 goal in 22 incontri.
Alla fine della stagione 2005-2006 Šebo era nelle mire del neo tecnico dei Rangers Paul Le Guen, e la società scozzese acquistò lo slovacco versando nelle casse degli austriaci la somma di 1.800.000 sterline. Il debutto in Scottish Premier League avvenne il 17 settembre 2006 a Edimburgo contro l'Hibernian, e all'esordio coincise anche il primo goal sul suolo britannico. Il 1º ottobre invece segnò il primo gol casalingo, rilevante perché ha dato ai Rangers la vittoria per 1-0 sull'Aberdeen. Nel frattempo era già arrivato il battesimo europeo, l'esordio in Coppa UEFA contro i danesi del Mølde il 28 settembre.
Il 22 giugno 2008 il calciatore passò in prestito per un anno ai francesi del Valenciennes. Marcò la sua prima rete in Coppa di Lega contro il Sochaux il 27 settembre 2007.
Il 29 maggio 2008 il Rangers ha ufficializzato la cessione definitiva di Šebo al Valenciennes.

### Nazionale
L'esordio in nazionale di Sebo è avvenuto il 15 agosto 2006, in un'amichevole contro Malta. Il debutto ha coinciso con una tripletta. Nel suo secondo incontro con la selezione del suo Paese, ha segnato una doppietta contro Cipro.

## Palmarès

### Club

#### Competizioni nazionali
- Campionato slovacco: 1

Slovan Bratislava: 2010-2011
- Coppa di Slovacchia: 1

Slovan Bratislava: 2010-2011
- Supercoppa di Slovacchia: 1

Slovan Bratislava: 2011

### Individuale
- Capocannoniere del Campionato slovacco: 1

2010-2011 (22 gol)